# فرديناند فون شيراخ
فرديناند فون شيراخ (بالألمانية: Ferdinand von Schirach) (و. 1964  م) هو محامي، وكاتب، وشاعر قانوني ‏ ألماني، ولد في ميونخ.

## التعليم
تعلم في جامعة بون
.

## جوائز
حصل على جوائز منها:
- جائزة ريكاردا هوخ [الإنجليزية]‏ (2018)
- جائزة كلايست (2010)

## وصلات خارجية
- فرديناند فون شيراخ على موقع IMDb (الإنجليزية)
- فرديناند فون شيراخ على موقع مونزينجر (الألمانية)
- فرديناند فون شيراخ على موقع ألو سيني (الفرنسية)
- فرديناند فون شيراخ على موقع ميوزك برينز (الإنجليزية)
- فرديناند فون شيراخ على موقع قاعدة بيانات الفيلم (الإنجليزية)
- فرديناند فون شيراخ في قاعدة بيانات الأفلام على الإنترنت